# Шпрайтбах
Шпрайтбах (нім. Spraitbach) — громада в Німеччині, знаходиться в землі Баден-Вюртемберг. Підпорядковується адміністративному округу Штутгарт. Входить до складу району Східний Альб.
Площа — 12,39 км2. Населення становить 3342 ос. (станом на 31 грудня 2020).